# Treehook
Treehook(ook wel TreeHook of TREEHOOK) is een Nederlandse noiserock/stonerrock band afkomstig uit Zierikzee die werd opgericht in 2014. De band kreeg landelijke bekendheid met hun videoclip Some waarbij de bandleden allen een masker van Giel Beelen dragen. 
In 2017 deed de band mee aan de Popronde, de bandleden verkiezen anonimiteit en verschijnen op promotiefoto's en videoclips meestal met een masker.

## Discografie
Het debuutalbum "X" werd op 12 oktober 2017 gepresenteerd in V11 te Rotterdam